# 2-吡啶亚甲基丙二腈
2-吡啶亚甲基丙二腈是一种有机化合物，化学式为C9H5N3。它可由吡啶-2-甲醛和丙二腈在湿铜渣催化下反应制得。

## 反应
它和亚磷酸二乙酯反应，可以得到P-[2,2-二氰基-1-(2-吡啶基)乙基]膦酸二乙酯。